# Puchar Polski w piłce nożnej (1975/1976)
Puchar Polski w piłce nożnej mężczyzn w sezonie 1975/1976 – 22. edycja rozgrywek, mających na celu wyłonienie zdobywcy Pucharu Polski, który uzyska tym samym prawo gry w Pucharze Zdobywców Pucharów w sezonie 1976/77. Zwycięzcą rozgrywek została Śląsk Wrocław, dla którego był to pierwszy Puchar Polski w historii klubu.
Mecz finałowy odbył się 1 maja 1976 na Stadionie Wojska Polskiego w Warszawie.

## I runda
| Drużyna 1                    | Wynik          | Drużyna 2              |
| ---------------------------- | -------------- | ---------------------- |
| Stal Poniatowa               | 1:1 pd. k. 3:1 | Siarka Tarnobrzeg      |
| Unia Oświęcim                | 0:1 pd.        | Stal Rzeszów           |
| Polonia Lidzbark Warmiński   | 1:2 pd.        | Stoczniowiec Gdańsk    |
| Jagiellonia Białystok        | 0:0 pd. k. 4:5 | Lechia Gdańsk          |
| Orzeł Biały Brzeziny Śląskie | 1:0            | Cracovia               |
| Stal Ostrów Wielkopolski     | 1:0            | Moto Jelcz Oława       |
| Garbarnia Kraków             | 0:2            | BKS Stal Bielsko-Biała |
| Lechia Zielona Góra          | 1:4            | Zagłębie Wałbrzych     |
| Polonez Warszawa             | 0:0 pd. k. 3:4 | Avia Świdnik           |
| Naprzód Rydułtowy            | 0:1 pd.        | Odra Opole             |
| Pogoń Oleśnica               | 2:1 0:3 w/o    | Stal Brzeg             |
| Wisła Płock                  | 1:0            | Zawisza Bydgoszcz      |
| Włókniarz Łódź               | 1:1 pd. k. 5:4 | Star Starachowice      |
| Grunwald Poznań              | 0:0 pd. k. 3:1 | Stal Szczecin          |
| MRKS Gdańsk                  | 1:2            | Gwardia Koszalin       |
| Motor Praszka                | 2:4            | GKS Jastrzębie         |

## 1/16 finału
Do rywalizacji dołączyły zespoły z I ligi.
| Drużyna 1                    | Wynik          | Drużyna 2          |
| ---------------------------- | -------------- | ------------------ |
| BKS Stal Bielsko-Biała       | 1:2            | Stal Mielec        |
| Stal Brzeg                   | 0:2            | Zagłębie Sosnowiec |
| Włókniarz Łódź               | 1:0            | Szombierki Bytom   |
| Stal Ostrów Wielkopolski     | 0:4            | Górnik Zabrze      |
| Grunwald Poznań              | 0:2            | Polonia Bytom      |
| Stal Poniatowa               | 0:6            | Stal Rzeszów       |
| Stoczniowiec Gdańsk          | 1:0            | Lech Poznań        |
| Orzeł Biały Brzeziny Śląskie | 1:3            | Śląsk Wrocław      |
| Lechia Gdańsk                | 1:1 pd. k. 5:6 | Legia Warszawa     |
| Zagłębie Wałbrzych           | 0:0 pd. k. 5:3 | ROW Rybnik         |
| Avia Świdnik                 | 0:0 pd. k. 3:4 | ŁKS Łódź           |
| Odra Opole                   | 1:0            | Ruch Chorzów       |
| Gwardia Koszalin             | 1:0            | Pogoń Szczecin     |
| GKS Jastrzębie               | 1:0            | Wisła Kraków       |
| Gwardia Warszawa             | 2:0            | GKS Tychy          |
| Wisła Płock                  | 1:5            | Arka Gdynia        |

## 1/8 finału
| Drużyna 1           | Wynik          | Drużyna 2          |
| ------------------- | -------------- | ------------------ |
| Arka Gdynia         | 1:4            | Śląsk Wrocław      |
| Włókniarz Łódź      | 0:1 pd.        | Stal Mielec        |
| Zagłębie Wałbrzych  | 0:1            | Polonia Bytom      |
| Gwardia Koszalin    | 1:1 pd. k. 7:6 | Górnik Zabrze      |
| Stoczniowiec Gdańsk | 3:0            | ŁKS Łódź           |
| Gwardia Warszawa    | 0:0 pd. k. 2:4 | Stal Rzeszów       |
| GKS Jastrzębie      | 0:0 pd. k. 4:3 | Legia Warszawa     |
| Odra Opole          | 2:0            | Zagłębie Sosnowiec |

## Ćwierćfinały
| Drużyna 1           | Wynik   | Drużyna 2     |
| ------------------- | ------- | ------------- |
| Odra Opole          | 0:1 pd. | Stal Mielec   |
| Stoczniowiec Gdańsk | 1:0     | Polonia Bytom |
| GKS Jastrzębie      | 1:0 pd. | Stal Rzeszów  |
| Gwardia Koszalin    | 0:1     | Śląsk Wrocław |

## Półfinały
| Drużyna 1           | Wynik | Drużyna 2     |
| ------------------- | ----- | ------------- |
| GKS Jastrzębie      | 2:3   | Stal Mielec   |
| Stoczniowiec Gdańsk | 1:2   | Śląsk Wrocław |

## Finał
Spotkanie finałowe odbyło się 1 maja 1976 na Stadionie Wojska Polskiego w Warszawie. Frekwencja na stadionie wyniosła 15 000 widzów. Mecz sędziował Alojzy Jarguz z Olsztyna. Mecz zakończył się zwycięstwem Śląska Wrocław 2:0. Bramki dla Śląska strzelili Jan Erlich w 49. minucie oraz Zygmunt Garłowski w 58. minucie z rzutu karnego.
| 1 maja 1976 | Śląsk Wrocław · Erlich 49' · Garłowski 58' (k) | 2:00:0Raport | Stal Mielec | Stadion Wojska Polskiego, Warszawa Widzów: 15 000 Sędzia: Alojzy Jarguz (Olsztyn) |
|             |                                                |              |             |                                                                                   |

| ŚLĄSK WROCŁAW       |  |                        |  |         |
|                     |  |                        |  |         |
|                     |  |                        |  |         |
| BR                  |  | Zygmunt Kalinowski     |  |         |
| OB                  |  | Krzysztof Karpiński    |  |         |
| OB                  |  | Tadeusz Rachwalski     |  |         |
| OB                  |  | Władysław Antoni Żmuda |  |         |
| OB                  |  | Mieczysław Kopycki     |  |         |
| PO                  |  | Tadeusz Wanat          |  | 68'     |
| PO                  |  | Zygmunt Garłowski      |  |         |
| PO                  |  | Jan Erlich             |  |         |
| NA                  |  | Tadeusz Pawłowski      |  |         |
| NA                  |  | Mieczysław Olesiak     |  |         |
| NA                  |  | Janusz Sybis           |  |         |
| Rezerwowi           |  |                        |  |         |
| PO                  |  | Zdzisław Rybotycki     |  | 68' 78' |
| NA                  |  | Henryk Kowalczyk       |  | 78'     |
| Trener:             |  |                        |  |         |
| Władysław Jan Żmuda |  |                        |  |         |

| STAL MIELEC     |  |                    |  |     |
|                 |  |                    |  |     |
| BR              |  | Zygmunt Kukla      |  |     |
| OB              |  | Krzysztof Rześny   |  |     |
| OB              |  | Marian Kosiński    |  |     |
| OB              |  | Edward Oratowski   |  |     |
| OB              |  | Ryszard Per        |  |     |
| PO              |  | Włodzimierz Gąsior |  | 78' |
| PO              |  | Henryk Kasperczak  |  |     |
| PO              |  | Zbigniew Hnatio    |  |     |
| PO              |  | Grzegorz Lato      |  |     |
| NA              |  | Jerzy Krawczyk     |  |     |
| NA              |  | Witold Karaś       |  |     |
| Rezerwowi:      |  |                    |  |     |
| PO              |  | Wojciech Niemiec   |  | 78' |
| NA              |  | Jan Domarski       |  | 64' |
| Trener:         |  |                    |  |     |
| Edmund Zientara |  |                    |  |     |

| Puchar Polski (1975/76)      |
| ---------------------------- |
| Śląsk Wrocław Pierwszy Tytuł |